# Národní lékařská knihovna
Národní lékařská knihovna (NLK) je největší knihovna lékařské literatury v České republice s fondem přes 400 000 knih. Jejím zřizovatelem je Ministerstvo zdravotnictví České republiky. Sídlí na Praze 2 na adrese Sokolská 54, využívá také prostory v Lékařském domě na adrese Sokolská 31. Je veřejně přístupnou knihovnou, která vytváří a spravuje státem dotovaný fond domácí a zahraniční literatury i dalších informačních zdrojů z oblasti medicíny a příbuzných věd, s povinností národní depozitní funkce a sbírek muzejní povahy z oblasti medicíny.

## Historie

### Ústřední knihovna a čítárna československých lékařů a mediků v Praze
Ústřední knihovna a čítárna československých lékařů a mediků v Praze byla otevřena 14. března 1931 v nově vybudovaném Lékařském domě (Sokolská 31, Praha 2). Fond knihovny vznikl spojením několika knihoven: část knihovny bývalého Sboru doktorů, knihovna Mladé generace lékařů, knihovna Spolku československých mediků, knihovna Společnosti pro potlačování chorob pohlavních, Lékařská knihovna a čítárna ministerstva školství a národní osvěty, později se připojila i knihovna Československých zubních lékařů. Mezi zakladatele knihovny patřili lékaři: MUDr. Václav Baudiš, MUDr. Milan Janů, MUDr. Přibyl, MUDr. Svoboda, MUDr. Jan Tůma, prof. MUDr. Ondřej Schrutz, doc. MUDr. Hynek Pelc, studenti lékařství: Kunz, Raška, Robeš. Knihovna byla spravována Kuratoriem ústřední knihovny a čítárny československých lékařů a mediků, jehož předsedou byl MUDr. Jan Tůma. Prvním knihovníkem byl O. Janota, který byl v roce 1932 nahrazen knihovníkem Viktorem Palivcem.

### Státní lékařská knihovna a Zdravotnické dokumentační středisko
V roce 1947 vzniklo Zdravotnické dokumentační středisko, jehož hlavní náplní bylo vytváření národní lékařské bibliografie Bibliographia medica Čechoslovaca, a které sídlilo společně s ústřední knihovnou v Lékařském domě. 13. prosince 1949 přechází Ústřední lékařská knihovna do péče státu a je přejmenována na Státní lékařskou knihovnu a dochází k oficiálnímu založení Zdravotnického dokumentačního střediska (od roku 1952 Ústav pro zdravotnickou dokumentaci).

### Státní ústav pro zdravotnickou dokumentační a knihovnickou službu
V roce 1961 byly Státní lékařská knihovna a Ústav pro zdravotnickou dokumentaci sloučeny do jedné organizace pod názvem Státní ústav pro zdravotnickou dokumentační a knihovnickou službu.

### Ústav vědeckých lékařských informací
Dne 1. listopadu 1977 se změnou statutu dochází ke změně názvu na Ústav vědeckých lékařských informací. Ústav byl pověřen funkcí odvětvového informačního střediska pro gesci lékařských věd s působností na celém území Československé socialistické republiky.

### Národní lékařská knihovna
V roce 1992 dochází k přejmenování knihovny na Národní lékařská knihovna (NLK), jejímž posláním je zajišťovat přístup k odborným zdravotnickým informacím.

## Odborné činnosti
- Poskytuje veřejné knihovnické a informační služby odborné zdravotnické veřejnosti, studentům zdravotnických oborů a laikům.
- Vytváří, odborně spravuje, ochraňuje a zpřístupňuje fond domácí i zahraniční literatury a dalších informačních zdrojů z oblasti medicíny a příbuzných věd, s povinností národní depozitní funkce.
- Zpracovává a zpřístupňuje národní lékařskou bibliografii Bibliographia medica Čechoslovaca a oborové souborné katalogy.
- Vytváří český překlad tezauru Medical Subject Headings, který slouží pro zpracování, pořádání a vyhledávání zdravotnických informací.
- Plní funkci centra meziknihovních služeb v oblasti medicíny a příbuzných oborů.
- Provozuje knihovní informační systém Medvik – Medicínskou virtuální knihovnu.
- Získává, uchovává a zpřístupňuje muzejní sbírky Zdravotnického muzea.
- Provádí, vyhodnocuje a zpřístupňuje průzkumy, statistická šetření v síti pracovišť veřejných informačních služeb ve zdravotnictví.
- Je pověřena funkcí Dokumentačního centra Světové zdravotnické organizace pro Českou republiku.
- Vytváří Digirální knihovnu NLK v systému Kramerius. Obsahem jsou digitalizované texty lékařských publikací jako například staré tisky, časopisy, monografie.
- Vytváří webový portál MedLike na podporu zdravotní gramotnosti vytvářený pro potřeby široké veřejnosti.
- Vydává online časopis Lékařská knihovna, Adresář knihoven a informačních středisek ve zdravotnictví a Referátový výběr z Anesteziologie, resuscitace a intenzivní medicíny.[8]

## Služby
- Výpůjční služby - žádosti o absenční i prezenční výpůjčky jsou vyřizovány do 15 minut, publikace z mimopražských depozitářů do 7 dnů.
- Reprografické služby - kopie dokumentů z fondu Národní lékařské knihovny.
- Referenční služby - poradenské a konzultační služby k dostupným informačním zdrojům, doporučení vhodných zdrojů pro vyhledávaná témata i vyhledávacích postupů, orientace v informačních zdrojích.
- Elektronické dodávání dokumentů - služba elektronického dodávání digitálních kopií z tištěného fondu prostřednictvím Virtuální polytechnické knihovny.
- Rešeršní služby - přehled literatury – zejména knih, časopiseckých článků nebo abstraktů – na zadané téma. K zpracované rešerši připojujeme odkazy na dostupné plné texty a/nebo přímo jejich elektronické kopie.
- Meziknihovní výpůjční služby - zajištění výpůjčky dokumentů z jiných knihoven.
- Meziknihovní mezinárodní výpůjční služby - zajištění výpůjčky a kopie dokumentů ze zahraničních knihoven.
- eBook on Demand (EOD) - Digitální kopie dokumentů ze staršího fondu NLK, jež už nejsou chráněny autorským zákonem (tzn. byly vydány mezi lety 1500 – 1919 a již uplynulo 70 let od úmrtí jejich autora).
- Vzdálený přístup do licencovaných databází a e-knih - Národní lékařská knihovna zajišťuje přístup do licencovaných domácích i zahraničních odborných databází, citačních rejstříků, archivů elektronických časopisů, e-knih a dalších elektronických informačních zdrojů. Informace o dostupných informačních zdrojích lze získat v Portálu e-zdrojů a lze je prohledávat pomocí centrálního vyhledávače Summon.[9]

### Medvik
NLK provozuje knihovní informační systém Medvik – Medicínská virtuální knihovna, umístěný v datovém centru NLK a poskytovaný formou outsourcingu dalším knihovnám a institucím:
- Národní lékařská knihovna
- Oddělení vědeckých informací při MZ ČR
- Institut klinické a experimentální medicíny
- Institut postgraduálního vzdělávání ve zdravotnictví
- Krajská zdravotní a.s. (Masarykova nemocnice Ústí n. Labem, Děčín, Teplice, Chomutov, Most)
- Medicínský Index, o.p.s.
- Národní centrum ošetřovatelství a nelékařských zdravotnických oborů
- Oblastní nemocnice Náchod a.s.
- Státní ústav pro kontrolu léčiv
- Ústav hematologie a krevní transfuze

NLK je oprávněna jako držitel generální licence poskytovat bezplatně práva k užívání systému pro všechny zdravotnické knihovny ČR.
Portál Medvik (medvik.cz) je vnější webové rozhraní pro koncové uživatele. Zpřístupňuje katalogy NLK a dalších knihoven a také databázi Bibliographia medica Čechoslovaca.

## Zdravotnické muzeum
Po zřízení nové budovy Lékařského domu v roce 1931 inicioval v roce 1934 lékař František Šamberger zřízení lékařského muzea, které by shromažďovalo a uchovávalo památky českého lékařského stavu. Po výzvách v tisku se začaly shromažďovat sbírkové předměty a knihy, především z darů lékařů. V roce 1938 vznikla snaha o sehnání prostředků pro financování. Od roku 1939 však po dlouhou dobu provázelo muzeum stěhování a neustálé změny orgánů, pod které mělo spadat. V této době se až do roku 1962 zdravotnické muzeum nijak nerozvíjelo a de facto pouze „existovalo“. V roce 1962, na datum 100. výročí Spolku českých lékařů, které bylo novým organizátorem muzea, bylo rozhodnuto o oživení funkce muzea a byly pro něj vyčleněny i nové místnosti v Pařížské ulici, na Malém náměstí a v prostorách bývalého kostela Pod Petřínem. V roce 1965 byl však projekt opět pozastaven a knihy byly uloženy do prostor Psychiatrické nemocnice v Bohnicích.
V dnešní podobě působí Zdravotnické muzeum České lékařské komory od roku 1997 v nádvorním domku v prostorách Národní lékařské knihovny, Sokolská 54, a jeho činnost je již obnovena. Muzeum je veřejně přístupné každý čtvrtek mezi 14. a 17. hodinou, jinak po předchozím telefonickém ohlášení na tel. 296 335 964.

## Oddělení vědeckých informací
Oddělení vědeckých informací (OVI) je detašované pracoviště Národní lékařské knihovny, které poskytuje knihovnické a informační služby pracovníkům Ministerstva zdravotnictví České republiky i odborné a laické veřejnosti.

## Ředitelé (správci) knihovny
- MUDr. Jan Tůma – předseda knihovního kuratoria, 1931–1949[2]
- PhDr. Josef Navrátil – ředitel Státní lékařské knihovny, 1949–1961
- Karel Růžička – ředitel Ústavu pro zdravotnickou dokumentaci a Státního ústavu pro zdravotnickou dokumentační a knihovnickou službu, 1949–1970
- JUDr. Vladimír Matas – zastupující ředitel Státního ústavu pro zdravotnickou dokumentační a knihovnickou službu, 1970–1973
- Ing. Jaroslav Volek, CSc. – ředitel Ústavu vědeckých lékařských informací, 1973–1979
- MUDr. Jan Peška – ředitel Ústavu vědeckých lékařských informací, 1979–1991
- PhDr. Otakar Pinkas – ředitel Ústavu vědeckých lékařských informací a Národní lékařské knihovny, 1991 – leden 1998)
- PhDr. Jiří Drbálek – zastupující ředitel Národní lékařské knihovny, 1998 – červen 1998

## Další významné osobnosti
- doc. MUDr. Svetozar Nevole – zakladatel zdravotnické dokumentace v Československu, dal podnět k vydávání národní bibliografie Bibliographia medica Čechoslovaca.[12]
- JUDr. Pavel Holeček – odborný redaktor bibliografického výběru Zdravotnictví a právo, který vydávala Národní lékařská knihovna v letech 1970–1990.[13]